# محطة قطار فرناكة
محطة فرناكة هي محطة قطار جزائرية تقع في بلدية فرناكة بولاية مستغانم.

## الموقع في السكة الحديدية
تقع المحطة على خط المحمدية – مستغانم [الفرنسية]، حيث تسبقها محطة واد التين وتتبعها محطة عين نويصي .

## تاريخ
افتتحت المحطة سنة 1959 عند افتتاح الخط الممتد من المحمدية إلى مستغانم.

## خدمة الركاب

### خدمات
تخدم محطة فرناكة القطارات الإقليمية على خط المحمدية - مستغانم .